# Lilsbach
Der Lilsbach (Ruisseau le Lilsbach) ist ein etwa 2,6 km langer rechter Zufluss der Andlau im französischen Département Bas-Rhin in der Region Grand Est.

## Verlauf
Der Hauptzweig des Lilsbaches entspringt auf einer Höhe von 700 m am Südosthang des Heidenkopfes in den Mittelvogesen. Er fließt zunächst in nordöstlicher Richtung und vereinigt sich nach etwa einem halben Kilometer mit einem zweiten, östlichen Quellast. Sein Weg führt nun durch ein enges, bewaldetes Tal. Er mündet schließlich westlich von Eftermatten auf einer Höhe von 434 m in die Andlau.